# Sway (оконный менеджер)
Sway — тайловый Wayland-композитор, совместимый с i3 и написанный на Си. Sway разработан как полноценная замена i3 с использованием современного протокола Wayland и библиотеки wlroots. Может работать с файлами конфигурации i3, поддерживает большинство его функций, но также предоставляет и собственные.
По умолчанию конфигурация клавиш для управления окнами аналогична vi. Переключение фокуса окон происходит с помощью клавиши Super и клавиш со стрелками (либо клавиш H, J, K и L). Перемещение окна выполняется с помощью этих же клавиш, но с добавлением клавиши Shift.
Первый стабильный релиз был выпущен 11 марта 2019 года, спустя 3 года разработки.

## Функции
Композитор поддерживает большинство функций i3:
- Конфигурация через текстовый файл[6].
- Расстановка окон вручную, а не динамически.
- Окна можно разделить по горизонтали или вертикали.
- Окна можно расположить в виде вкладок (горизонтально, как в веб-браузерах) или стопкой (вертикально).
- Окна можно перемещать также, как и в стековом менеджере окон.
- Размеры тайловых и плавающих окон можно изменять или перемещать с помощью мыши и клавиатуры[7].
- Возможность управления менеджером без мыши[8].

Также композитор имеет ряд собственных функций:
- Поддерживает несколько клавиш-немодификаторов в качестве сочетаний клавиш[2].
- Окна в одном и том же рабочем пространстве могут быть разделены на несколько контейнеров, например: один набор окон может быть организован в виде вкладок, в то время как другие окна в рабочем пространстве могут быть расположены плиткой, плавающими или размещенными в виде стопки.
- Установка обоев без сторонних программ.
- Собственная экосистема утилит, таких как swaybg, swaybar и swayidle.
- Управление с помощью жестов тачпада.